# Jednogodišnja vlasnjača
Jednogodišnja vlasnjača (vlasnjača godišnja, lat. Poa annua) je vrsta trave iz roda vlasnjača. Autohtona je u Euroaziji i uvezene u Sjevernu i Južnu Ameriku i Australiju. Raste i u Hrvatskoj.

## Sinonimi
Za vrstu postoje brojni sinonimi:
- Aira pumila Pursh
- Catabrosa pumila (Pursh) Roem. & Schult.
- Festuca tenuiculmis Tovar
- Ochlopoa annua (L.) H.Scholz